# Menhir des Rivaux
Le menhir des Rivaux, appelé aussi la Grand'Borne, improprement classé sous le nom de dolmen d'Égriselles-le-Bocage, est un menhir situé à Égriselles-le-Bocage, en France dans le département français de l'Yonne.

## Historique
C'est en 1892 qu'un habitant d'Égriselles-le-Bocage, Gustave Guérin, signale à la Société des Sciences historiques et naturelles de l'Yonne que la pierre dressée, connue sous le nom de Grand'Borne, est probablement un menhir. Sur les conseils de Gabriel de Mortillet, Guérin fouille au pied de la pierre et découvre une pierre polie perforée et des fragments de poteries néolithiques. Le menhir est classé monument historique le 1er août 1894 sous le nom impropre de dolmen d'Égriselles-le-Bocage.

## Description
Le menhir a été dressé sur une rupture de pente. Il est constitué d'un bloc de calcaire à silex d'origine locale mesurant 3,10 m de hauteur pour 1,70 m de largeur à la base et 0,72 m d'épaisseur. Il serait enfoncé sur 1 m de profondeur. Les quatre côtés sont orientés selon les points cardinaux. La pierre comporte plusieurs concavités sur ses différentes faces, la plupart paraissent naturelles bien que deux d'entre elles se distinguent par leur régularité.

## Folklore
Selon une tradition  locale, la pierre avait le pouvoir de guérir diverses maladies affectant le bétail : l'animal malade devait faire un certain nombre de fois le tour de la pierre pour être guéri. Selon une autre tradition, on emmenait les animaux respirer la fumée des feux de la Saint-Jean (24 juin) avant de leur faire faire le tour de la pierre.